# Nationalsozialistisches Volkskulturwerk
Das Nationalsozialistische Volkskulturwerk war eine 1942 gegründete Parteiorganisation zur Einflussnahme auf die volkskulturellen Verbände und Gemeinschaften im Deutschen Reich im Sinne der NSDAP. Es bestand bis 1945, trat aber kaum hervor.
Durch  Verfügungen von Joseph Goebbels vom 24. April und 7. Mai 1942 mit Zustimmung Robert Leys wurde in der Reichspropagandaleitung der NSDAP das NS-Volkskulturwerk errichtet mit dem Zweck, „die einheitliche  kulturpolitische  Ausrichtung der volkskulturellen  Verbände und Gemeinschaften sicherzustellen, alle für ihren Einsatz bei der NSDAP, ihren Gliederungen und angeschlossenen Verbänden erforderlichen Maßnahmen zu treffen, sowie die gemeinsamen Angelegenheiten seiner Mitglieder zu bearbeiten und eine enge Zusammenarbeit unter ihnen herbeizuführen“. Es war dem Hauptkulturamt unterstellt und wurde 1942 von Karl Cerff geleitet. Ihm unterstanden die Gau- und Kreiskulturreferenten der
Reichspropagandaleitung. Die NS-Organisation KdF benötigte die Vereine für die volkskulturelle Arbeit und war im Volkskulturwerk über den Leiter des Amtes Feierabend als Stellvertretender Leiter vertreten. Der Beitritt war freiwillig, doch gab es wenig Opposition dagegen. Folgende großen Verbände traten ein: Deutscher Sängerbund, Reichsverband für Volksmusik,  Reichsverband der gemischten Chöre Deutschlands, Deutscher Heimatbund, Bayreuther Bund, Reichsbund für Volksbühnenspiele, Reichsbund der Deutschen Freilicht- und Volksschauspiele, Heimatwerk Sachsen.